# Goa (Spiel)
Goa ist ein Brettspiel von Rüdiger Dorn, das 2004 bei Hans im Glück erschienen ist. Eine englische Version erschien bei Rio Grande Games und niederländische Version bei 999 Games. Es ist für 2 bis 4 Spieler und laut Verlagsangaben ab 12 Jahren geeignet, dauert etwa 90 Minuten.
Goa erreichte den 3. Platz bei der Wahl zum Deutschen Spiele Preis 2004.
Goa ist ein Wirtschafts- und Versteigerungsspiel. Die Spieler handeln mit Gewürzen, schicken Schiffe und Kolonisten in die Welt und investieren Geld.
2012 erschien die Neuauflage Goa – Die nächste Expedition. Es enthält vier neue Plättchen und eine zusätzliche Variante.

## Inhalt
- 01 Spielbrett
- 54 Spielplättchen
- 01 Startspieler-Fahne
- 18 Kolonieplättchen
- 18 Kolonisten-Karten
- 17 Schiffskarten
- 10 Zusatzaktions-Karten
- 45 Geldkarten
- 30 Expeditionskarten
- 04 Lagertableaus
- 04 Entwicklungstableaus
- 20 Versteigerungsmarker
- 20 Erfolgsmarker
- 50 Gewürze
- 01 Spielregel